# Edward Bielewicz
Edward Bielewicz (ur. 16 września 1948 w Bochni, zm. 14 stycznia 2020 w Krakowie) – polski piłkarz grający na pozycji obrońcy, zawodnik m.in. ROW Rybnik i Stali Mielec, mistrz Polski z 1976, trener.

## Przebieg kariery

### Kariera zawodnicza
Bielewicz do czternastego roku życia mieszkał w Nowym Wiśniczu. Jego pierwszym piłkarskim klubem był jednak śląski Górnik Rybnik, który w 1964 po serii fuzji został wchłonięty przez nowo powstały ROW Rybnik. W zespole seniorskim zadebiutował wiosną 1968, pomagając w uzyskaniu awansu do ekstraklasy. W barwach rybniczan rozegrał w najwyższej klasie jeden spadkowy sezon 1968/69, w którym wystąpił w lidze sześć razy. Następnie przeniósł się do drugoligowego Hutnika Nowa Huta, gdzie spędził pięć lat, będąc przez pewien czas kapitanem zespołu. W pierwszej połowie lat 70. XX wieku reprezentował Polskę w zespole U-23 oraz w młodszych kategoriach wiekowych. Reprezentował Polskę m.in. na ME U-23 w roku 1974, gdzie zdobył brązowy medal Europy.
Po spadku Hutnika do III ligi, w 1974 trafił do pierwszoligowej Stali Mielec, z którą osiągnął największe sukcesy. W 1975 mielczanie zdobyli tytuł wicemistrza Polski, a w kolejnym sezonie wygrali ligę (o zdobyciu złotego medalu zdecydowało zwycięstwo w Rybniku 5:2 w ostatniej kolejce), osiągnęli finał Pucharu Polski (w którym przegrali ze Śląskiem Wrocław 0:2) i doszli do ćwierćfinału rozgrywek Pucharu UEFA, odpadając z Hamburger SV (1:1, 0:1). Jesienią 1976 wystąpił w dwumeczu Pucharu Europy z Realem Madryt (1:2, 0:1). Barwy Stali bronił w I lidze 52 razy. Wiosną 1977 przeniósł się do trzecioligowej Cracovii, z którą w kolejnym sezonie awansował do II ligi. W zespole tym w ciągu czterech lat rozegrał blisko sto spotkań, tracąc miejsce w składzie latem 1980.
W 1981 przeniósł się do Stanów Zjednoczonych, gdzie przez dwa lata występował w polonijnym klubie White Eagle SC z Detroit. Jego zespół awansował w tym czasie do pierwszej ligi stanowej, dwukrotnie wygrał też Puchar Michigan. Piłkarską karierę Bielewicz zakończył w Grębałowiance Kraków, w której słynął z doskonałego wykonywania stałych fragmentów gry i z którą uzyskał dwie promocje do ligi okręgowej. W drugiej połowie lat 90. XX wieku występował jeszcze w Sparcie Skrzeszowice.

### Kariera trenerska
Bielewicz z zawodu był technikiem mechanikiem, od powrotu z USA w połowie lat 80. XX wieku do przejścia na emeryturę w 2003 był zatrudniony w Hutniczym Przedsiębiorstwie Remontowym w Krakowie. Przez lata pracował jako instruktor piłki nożnej, od 1991 był sędzią piłkarskim.
Wiosną 1986, będąc jeszcze czynnym zawodnikiem, prowadził jako trener zespół Grębałowianki i awansował z nią do ligi okręgowej. W późniejszym czasie był masażystą w Cracovii, w latach 1992–1993 asystował trenerowi tego zespołu Lucjanowi Franczakowi. W latach 1994–1999 jako trener odnowy był członkiem sztabu trenerskiego Hutnika Kraków, szkolił też klubowych trampkarzy. Prowadził wiele drużyn niższych klas w regionie krakowskim, m.in. Spartę Skrzeszowice (która zaliczyła dwa awanse, z klasy C do klasy A, a następnie spadła do klasy B), Słomniczankę Słomniki, Partyzanta Dojazdów (klasa A, 2001, 2003–2004 i 2007–2008), ponownie Grębałowiankę (od jesieni 2001 juniorzy starsi, od listopada 2001 do lata 2002 również seniorzy z awansem do ligi okręgowej), czwartoligową Szreniawę Nowy Wiśnicz (2002–03), Sokoła Kocmyrzów (klasa A, 2004), JKS Zelków (klasa A, 2005–2007), Rabę Dobczyce i KS Wróżenice.
13 stycznia 2020 na boisku pod balonem obiektu sportowego na os. Kalinowym w Krakowie, którego był opiekunem dostał zawału serca. Przewieziono go do szpitala, gdzie zmarł w trakcie nocnej operacji. Miał 71 lat. Pozostawił po sobie żonę i córkę.

## Statystyki

### Klub
| Klub               | Sezon              | Liga               | Liga  | Liga   | Puchar | Puchar | Europa | Europa | Inne  | Inne   | Suma  | Suma   |
| Klub               | Sezon              | Liga               | Mecze | Bramki | Mecze  | Bramki | Mecze  | Bramki | Mecze | Bramki | Mecze | Bramki |
| ------------------ | ------------------ | ------------------ | ----- | ------ | ------ | ------ | ------ | ------ | ----- | ------ | ----- | ------ |
| ROW Rybnik         | 1967/1968          | II liga            | 14    | 0      | –      | –      | –      | –      | –     | –      | 14    | 0      |
| ROW Rybnik         | 1968/1969          | I liga             | 6     | 0      |        |        | –      | –      | –     | –      | 6     | 0      |
| ROW Rybnik         | Ogólnie            | Ogólnie            | 20    | 0      |        |        | –      | –      | –     | –      | 20    | 0      |
| Stal Mielec        | 1974/1975          | I liga             |       |        |        |        | –      | –      | –     | –      |       |        |
| Stal Mielec        | 1975/1976          | I liga             |       |        |        |        | 5      | 0      | –     | –      |       |        |
| Stal Mielec        | 1976/1977          | I liga             |       |        |        |        | 2      | 0      | 0     | 0      |       |        |
| Stal Mielec        | Ogólnie            | Ogólnie            | 52    | 0      |        |        | 7      | 0      | 0     | 0      |       |        |
| Cracovia           | 1976/1977          | III liga           | 8     | 0      | –      | –      | –      | –      | –     | –      | 8     | 0      |
| Cracovia           | 1977/1978          | III liga           | 20    | 1      | –      | –      | –      | –      | –     | –      | 20    | 1      |
| Cracovia           | 1978/1979          | II liga            | 30    | 0      | –      | –      | –      | –      | –     | –      | 30    | 0      |
| Cracovia           | 1979/1980          | II liga            | 27    | 0      | 1      | 0      | –      | –      | –     | –      | 28    | 0      |
| Cracovia           | 1980/1981          | II liga            | 2     | 0      | 1      | 0      | –      | –      | –     | –      | 3     | 0      |
| Cracovia           | Ogólnie            | Ogólnie            | 87    | 1      | 2      | 0      | –      | –      | –     | –      | 89    | 1      |
| Ogólnie w karierze | Ogólnie w karierze | Ogólnie w karierze |       |        |        |        | 7      | 0      | 0     | 0      |       |        |

## Sukcesy
ROW Rybnik
- II liga Wicemistrz i awans: 1967/68

Stal Mielec
- I liga Mistrz: 1975/76
- I liga Wicemistrz: 1974/75
- Puchar Polski Finał: 1975/1976
- Puchar UEFA Ćwierćfinał: 1975/1976

Cracovia
- III liga Mistrz i awans: 1977/78[e]